# دوني وليامز
دوني وليامز (بالإنجليزية: Donnie Williams)‏ هو مغن مؤلف أمريكي، ولد في 26 يوليو 1983.

## وصلات خارجية
- الموقع الرسمي
- دوني وليامز على موقع ميوزك برينز (الإنجليزية)